# عظمت بايماتوف
عظمت بايماتوف (3 ديسمبر 1989) لاعب كرة قدم قيرغيزستاني يلعب حاليا لصالح نادي الدرجة الأولى الرفاع البحريني في مركز قلب الدفاع من 2016.

## المسيرة الدولية

### المباريات
| منتخب قيرغيزستان لكرة القدم | منتخب قيرغيزستان لكرة القدم | منتخب قيرغيزستان لكرة القدم |
| السنة                       | المباريات                   | الأهداف                     |
| --------------------------- | --------------------------- | --------------------------- |
| 2010                        | 2                           | 0                           |
| 2011                        | 4                           | 0                           |
| 2012                        | 1                           | 1                           |
| 2013                        | 1                           | 0                           |
| 2014                        | 6                           | 1                           |
| 2015                        | 7                           | 1                           |
| المجموع                     | 21                          | 3                           |

الإحصائية حسب 17 نوفمبر 2015

### الأهداف
| 1.                | 1 يونيو 2012  | ملعب ألماتي المركزي، ألماتي، كازاخستان | كازاخستان | 2–1 | 5–2 | ودية                                     |
| 2.                | 16 مايو 2014  | ملعب نادي الكويت، مدينة الكويت، الكويت | الكويت    | 2–2 | 2–2 | ودية                                     |
| 3.                | 16 يونيو 2015 | ملعب سبارتاك، بيشكك، قيرغيزستان        | أستراليا  | 1–2 | 1–2 | تصفيات كأس العالم لكرة القدم 2018 (آسيا) |
| حسب 16 يونيو 2015 |               |                                        |           |     |     |                                          |

## الإنجازات

### دوردوي بيشكك
- دوري قيرغيزستان لكرة القدم (3): 2008، 2011، 2014
- كأس قرغيزستان (3): كأس قرغيزستان 2008، كأس قرغيزستان 2010، كأس قرغيزستان 2014
- كأس السوبر (3): 2011، 2013، 2014